# Crystallodytes pauciradiatus
Crystallodytes pauciradiatus és una espècie de peix de la família dels creèdids i de l'ordre dels perciformes.

## Etimologia
Crystallodytes prové del llatí cristallum (gel) i del grec dytes (que li agrada bussejar), mentre que pauciradiatus deriva del llatí pel seu baix nombre de radis dorsals, anals i pectorals amb relació a l'altra espècie del mateix gènere, Crystallodytes cookei.

## Descripció
El cos, semblant morfològicament al d'una anguila, fa 3,6 cm de llargària màxima. Cap espina i 30-32 radis tous a l'aleta dorsal i cap espina i 34-36 radis tous a l'anal. Aleta caudal més o menys truncada. 9-11 radis tous a les aletes pectorals i pelvianes amb 1 espina. 50-53 vèrtebres. Absència d'aleta adiposa i d'escates a tot el cos tret de la línia lateral (entre 48 i 52). Línia lateral sense interrompre.

## Reproducció
Les larves són allargades, primes, lleugerament pigmentades, amb espines preoperculars prominents, petites espines a la mandíbula inferior i llurs etapes inicials de desenvolupament tenen lloc a prop de la costa al voltant de l'illa de Pasqua.

## Hàbitat i distribució geogràfica
És un peix marí, demersal (entre 6 i 24 m de fondària) i de clima subtropical, el qual viu al Pacífic sud-oriental: és un endemisme de l'illa de Pasqua.

## Observacions
És inofensiu per als humans i el seu índex de vulnerabilitat és baix (10 de 100).